# مادس تومسن
مادس تومسن (بالدنماركية: Mads Thomsen)‏ هو لاعب كرة قدم دنماركي في مركز الهجوم، ولد في 15 مارس 1989 في Allerød Municipality ‏ في الدنمارك. لعب مع نادي لينغبي ونادي نوردشيلاند.